# Demokrat (19. Jahrhundert)
Als Demokraten oder zusammenfassend Demokratie wurde im 19. Jahrhundert die wesentliche Richtung auf der Linken des politischen Spektrums bezeichnet. Namensgebend war die Auseinandersetzung während der Revolution von 1848 über die anzustrebende Staatsform. Die Demokraten befürworteten hierbei eine republikanische Staatsform nach Vorbild der USA oder der Schweiz, ihre Gegner, die „Konstitutionellen“, eine konstitutionelle Monarchie orientiert am Vorbild Großbritannien. 
Die politischen Positionen der Demokraten erschöpften sich allerdings nicht in dieser einen Position, die aus pragmatischen Gründen je nachdem auch eine eher untergeordnete Rolle spielen konnte. Typisch demokratische Forderungen waren darüber hinaus beispielsweise das Eintreten für umfassende persönliche Freiheit (Rede-, Presse-, Versammlungs-, Vereins-, Religionsfreiheit), Rechtsstaatlichkeit auf der Basis einer Verfassung oder die Ergänzung und sogar Ersetzung stehender Armeen durch Volksbewaffnung und ein Milizsystem. 
Aus dem demokratischen Spektrum entwickelten sich die drei wesentlichen Richtungen der Linken im Kaiserreich, die sich hauptsächlich in ihren wirtschaftspolitischen Positionen unterschieden: die Deutsche Fortschrittspartei (später Deutsche Freisinnige Partei), die vor allem in Süddeutschland vertretene Deutsche Volkspartei sowie die Sozialdemokraten. Später bezogen sich in der Weimarer Republik die Deutsche Demokratische Partei und in der Bundesrepublik Deutschland die Demokratische Partei Deutschlands auf diese Tradition.

## Positionen
Benedikt Waldeck beschrieb die Forderungen der Demokraten mit den Worten:

„Wir Demokraten wollen das Urwählerrecht, Selfgovernment, Gleichheit der Besteuerung und gleiche Rechte vor dem Gesetz.“

Die ursprüngliche Bedeutung des Begriffs als Befürwortung einer Republik trat später zurück (Abkürzung D. = Demokratie im Lexikonartikel von 1906):

„Über das Wesen der D. als politischer Parteirichtung herrscht meist eine falsche Vorstellung. Man denkt sich die demokratische Partei schlechthin mit dem Endziel einer Republik, etuer D. als Staatsform, während sich in den letzten Jahrzehnten nicht wenige Politiker als Demokraten bezeichneten, die an dem monarchischen Gedanken festhielten. Auch jetzt nennen[631] sich z. B. die Angehörigen der süddeutschen Volkspartei Demokraten, ohne damit die Beseitigung der Monarchie als ihr Ziel bezeichnen zu wollen. Auch in Preußen haben Liberale die Parteibezeichnung der D. wieder aufgenommen (Philipps, Lenzmann u. a.), ohne etwa die Monarchie abschaffen zu wollen, wie denn auch 1848 der Führer der preußischen Demokraten, Benedikt Waldeck, die konstitutionelle Monarchie als sein Ziel bezeichnete.“

## Ausdifferenzierung
In der Revolutionszeit 1848/1849 spielten wirtschaftspolitische Fragen eine untergeordnete Rolle zur Abgrenzung politischer Gruppierungen. Entsprechend gingen die Auffassungen innerhalb des demokratischen Spektrums weit auseinander von manchesterliberalen bis hin zu sozialistischen Positionen. Manchesterliberale Forderungen nach Freihandel, Gewerbefreiheit, Freizügigkeit, Koalitionsfreiheit ließen sich als konsequente Fortsetzung der Forderung nach persönlicher Freiheit ansehen. Sozialistische Forderungen konnten sich auf die Opposition gegen die bislang herrschenden Schichten beziehen, wobei diese nicht nur als die Mächtigen (Adel, Kirche), sondern auch als die Reichen aufgefasst wurden. Dies führte zu sozialistischen oder je nachdem auch antisemitischen Positionen (z. B. Richard Wagner, Wilhelm Marr). Während der Reaktionszeit in den 1850er Jahren wendeten sich unter dem Eindruck des repressiven Staates viele von ihren vormals sozialistisch beeinflussten Positionen ab und der manchesterliberalen Auffassung zu, dass die Gesellschaft gegenüber dem Staat gestärkt werden müsse. Beispiele hierfür waren etwa Rudolf Virchow, Ludwig Bamberger oder der Vater des deutschen Genossenschaftswesens Hermann Schulze-Delitzsch.
In Preußen fanden sich 1861 ehemalige Demokraten und Konstitutionelle in der Deutschen Fortschrittspartei zusammen, die während des preußischen Verfassungskonfliktes die dominierende Kraft wurde. Hierbei wurde von Seiten der Demokraten die Forderung nach einer republikanischen Staatsform zurückgestellt zugunsten einer kleindeutschen Lösung der deutschen Frage unter preußischer Führung. Die Demokraten in Süddeutschland (z. B. Leopold Sonnemann in Frankfurt) schlossen sich dieser Ausrichtung nicht an, hegten eher großdeutsche Sympathien und waren einer starken Stellung Preußens gegenüber skeptisch eingestellt. Sie widersprachen dabei allerdings im Sinne der Volkssouveränität der Annexion Elsaß-Lothringens 1871, dessen Bevölkerung überwiegend zu Frankreich gehören wollte, und befürworteten die Wiederherstellung eines polnischen Staates, während die „kleindeutsche“ Fortschrittspartei die Gegenposition einnahm.
Im Jahr 1863 trat dann auch der von Ferdinand Lassalle gestiftete Allgemeine Deutsche Arbeiterverein auf den Plan, der ähnlich wie die Fortschrittspartei eine kleindeutsche Lösung unter Führung Preußens befürwortete, diese aber mit der Forderung nach einer sozialistischen Umgestaltung des Wirtschaftssystems kombinieren wollte. In der Sicht der Zeitgenossen erschienen die Sozialisten dabei allerdings zumeist als Schein-Demokraten, die sich nur aus taktischen Gründen demokratischen Forderungen anschlossen. So schätzte ein anonym schreibender Anhänger der Regierung die Lage ähnlich wie die Vertreter der Fortschrittspartei ein:

„Wenn die Lehrer des Socialismus in Preußen und Deutschland sich an den Agitationen der politischen, insbesondere der Kammer-Parteien betheiligt und dabei sich überall auf die Seite der radikalen Fraktion gestellt haben, so ist dies keineswegs auf Grund einer Sympathie oder Gleichartigkeit der Ziele geschehen, sondern lediglich, weil der Socialismus sich hier erst im Kindesalter befindet, zu seinem Wachsthum des Zuströmens mannigfaltiger Kräfte bedarf und diese nur in den Reihen und in den Machtgebieten der Demokratie findet. Die Fortschrittspartei hat seit Jahren die Arbeiterwelt, namentlich in den Städten, so für ihre Zwecke zu behandeln und zu gewinnen gewußt, daß dieselbe sich bis in die neueste Zeit nur durch ein demokratisches Aushängeschild anlocken ließ. Um sich Eingang in diese Welt zu verschaffen, mußte daher auch der Socialismus eine demokratische Maske vornehmen. Im Innern ist er sich eines weit schärferen Gegensatzes gegen die Demokratie als gegen die Regierung bewußt und würde, da er nicht eine selbstständige Macht entfalten konnte, in den politischen Kämpfen der letzten Zeit lieber auf die Seite der Regierung getreten sein, wenn er nicht bei einem solchen Schritte einen großartigen Abfall unter seinen kurzsichtigeren Anhängern zu befürchten gehabt hätte.“

In der folgenden Zeit entwickelten sich die drei Richtungen im demokratischen Spektrum weiter auseinander, wobei der hauptsächliche Unterschied auf wirtschaftspolitischem Gebiet lag. Die Fortschrittspartei trat für umfassende wirtschaftliche Freiheit als Ergänzung zur persönlichen und politischen Freiheit ein. Die süddeutschen Demokraten und die „Demokratische Partei“, die sich erfolglos von Mitte der 1880er bis 1890er unter Julius Lenzmann und Adolph Phillips zu etablieren suchte, strebten eine Beibehaltung des Wirtschaftssystems mit weitgehender wirtschaftlicher Freiheit an, befürworteten aber auch eine aktive Sozialpolitik, während die Sozialdemokraten eine Umgestaltung des Wirtschaftssystems hin zu einer staatlich gelenkten Planwirtschaft verlangten.

## Demokratische Politiker
- Johann Jacoby (Deutsche Fortschrittspartei, Sozialdemokratische Partei)
- Benedikt Waldeck (Deutsche Fortschrittspartei)
- Hermann Schulze-Delitzsch (Deutsche Fortschrittspartei)
- Rudolf Virchow (Deutsche Fortschrittspartei, Deutsche Freisinnige Partei)
- Ludwig Bamberger (Deutsche Fortschrittspartei, Nationalliberale, Liberale Vereinigung, Deutsche Freisinnige Partei, Freisinnige Vereinigung)
- Leopold Sonnemann (Deutsche Volkspartei)
- Friedrich von Payer (Deutsche Volkspartei)
- Julius Lenzmann (Fortschrittspartei, Demokratische Partei, Freisinnige Volkspartei)
- August Bebel (Sächsische Volkspartei, Sozialdemokratische Partei)
- Wilhelm Liebknecht (Sächsische Volkspartei, Sozialdemokratische Partei)